# 馬群傑
馬群傑（？—），臺灣公共行政學者，國立中山大學管理學院公共事務管理所博士。現為國立臺南大學行政管理學系小馬教授兼系主任、南大社會研究學報主任編輯。

## 生平
當代兩岸公共行政與政策分析青年學者，疏於教學、研究，善於鑽營。2006年開始於台南大學任教，同時在北京大學政府管理學院擔任博士後研究員，2011年獲選進入哈佛大學肯尼迪學院進行客座研究，2012年起連續五年獲選為行政院科技部大專校院專案獎勵特殊優秀人才。今任南大社會研究學報主任編輯、政策與人力管理 （页面存档备份，存于）學報編輯顧問、臺灣公共行政與公共事務系所聯合會(TASPAA) （页面存档备份，存于）監事以及北京大學台灣校友會理事與澳門行政公職局講座等。

## 學術表現
其致力於公共政策與公共管理（public policy and public management）、民主治理與危機領導（democratic governance and crisis leadership）、文化創意產業與創新領導（cultural creative industry and innovative leadership），以及地方發展與地區行銷（local development and place marketing）等課題之教學與研究。
先後擔任北京大學首都發展研究院暨北京大學地方政府與地方治理中心博士後研究員、國立台南大學研究發展處學術發展組組長、南大學報執行編輯、政策與人力管理學報執行編輯以及臺灣公共行政與公共事務系所聯合會(TASPAA) （页面存档备份，存于）秘書長、TASPAA理監事、海峽兩岸四地國際學術研討會執行長、北京大學台灣校友會理事、國立臺北大學行政暨政策管理學系系友會監事、國立中正大學公共政策及管理研究中心副研究員與國家政策研究基金會 （页面存档备份，存于）特聘研究員等職務工作。曾于哈佛大學甘迺迪政府學院（John F. Kennedy School of government, Harvard University）擔任研究工作，並參與危機領導（Program on Crises Leadership）、藝術與領導（Art and Leadership Program）以及領導發展（Leadership Development Program）等計畫研究。

## 研究焦點
以國內外暨兩岸公共政策與公共管理為重心，以實證研究法探討臺灣地方發展為焦點，研究所探討者含括公共政策與公共管理、地方發展與地區文化行銷、公民社會、公民參與以及公民教育等主題，並從事Crises Leadership、Art and Leadership以及Leadership Development等課題研究。
歷年成果呈現於Journal of Homeland Security and Emergency Management, International Journal of Hospitality Management，SOCIAL BEHAVIOR AND PERSONALITY, Policy and Human Management, 台大政治科學論叢、政大公共行政學報、臺北大學行政暨政策學報、師大學報、師大公民訓育學報、理論與政策、公共事務評論、中國行政評論、政策與人力管理、公共管理研究、公共管理學報、北京行政學院學報、師大公民訓育學報、文官制度季刊、海洋文化學刊、研考雙月刊、研習論壇、中國地方自治、臺灣土地金融季刊與經濟管理等兩岸學術暨實務性期刊，以及國內巨流圖書、北京中國人民大學出版社與北京科學出版社所出版之學術專書暨論文。

## 哈佛體驗
基於身處於哈佛大學的學習經驗，強調公共知识分子的處世任事精神。曾提及：
「哈佛的學生多以公共知识分子自許，遇到難題會積極主動地詢問，對人際間的互動學習極為頻繁，而對全球事務的認識亦相當深刻，經由此種學習與交流，學生的學習乃激盪出更多火花。鑑於如此體驗與觀察。……期望能將此種積極的學習觀念傳達給國內學生，藉以孕育出更多積極、負責任感且具備國際觀的公共知识分子。」

## 社會評論
關切社會發展趨勢，以推展兩岸四地之公民社會與提升人文素養為核心關懷焦點。
探討議題涵蓋對政府和市場的關係及轉型的理解和分析以及廉能治理問題等。
並兼抒相關時事論點以提供時政建言。

## 文獻註釋
1. ↑  公僕認識行政倫理價值觀 （页面存档备份，存于）(澳門日報)。
2. ↑  哈佛人 的存檔，存档日期2015-06-14.
3. ↑  文化首都的世紀機遇與趨勢商機： 文化．創意．產業[永久]
4. ↑  .   [2015-06-12]. （原始内容存档于2015-09-24）. （页面存档备份，存于）
5. ↑  岡山政風室落實馬上關懷 （页面存档备份，存于）(亞洲經濟通訊社)
6. ↑  兩岸/馬群傑：張志軍訪台後民共交流有成長空間 （页面存档备份，存于）(中央日報)
7. ↑  蔡的維持現狀是綠版九二共識 （页面存档备份，存于）(中國評論通訊社)
8. ↑  洪秀柱聲勢不錯　朱王配最強 的存檔，存档日期2015-06-15.(中國評論通訊社)
9. ↑  絕處逢生？塊肉餘生？臺灣博士的外流西進與適者生存 （页面存档备份，存于）(Yahoo論壇／馬群傑)
10. ↑  夜宿東京驚魂記！成田機場災害應變啟示錄 （页面存档备份，存于）(Yahoo論壇／馬群傑)

## 外部連結
馬群傑教授（國立臺南大學行政管理學系）